# Multtoilet
Multtoilet, kompost- eller separationstoilet er toiletter uden afløb, navnet multtoilet er kendt siden 1989. Urin og fækalier, samt eventuelt lidt skyllevand opsamles og lagres i særlige tanke for at omdannes til gødning. Toiletterne giver en stor besparelse på grund af et lavt eller ingen vandforbrug, minimal rørføring og ikke mindst ingen udledning til kloak, og deraf følgende ingen vandafledningsafgift på grund af toilettet. Men desværre er den simple anvendelse af de menneskelige affaldsprodukter dog ikke så let som det lyder. Gødningen fra menneskelige urin og fækalier må ikke anvendes på jorden, men skal graves ned, medmindre det udsættes for kontrolleret hygiejnisering. Derfor vælges ofte en kombinationsløsning, hvor kun urinen opsamles, mens fækalierne føres til enten til konventionel kloak eller alternativt spildevandsanlæg for eksempel pileanlæg.

## Virkemåde
Multtoiletter fungerer ved at lede urin og fækalier til underliggende tanke/depoter, hvor produkterne lagres med senere anvendelse som gødning for øje.
Der findes mange typer af systemer med mere eller mindre avancerede metoder, fra det mest enkle multtoilet hvor urin, fækalier og toiletpapir ryger i samme beholder, direkte under toilettet, til systemer hvor urin og fækalier adskilles og fækalierne behandles i en serie af beholdere.
Fækalierne nedbrydes bedst i et tørt miljø, derfor anvendes der i princippet ikke skyllevand i et multtoilet. Der kan tilsættes organiske naturmaterialer som for eksempel spagnum og høvlspåner I visse typer toiletter er det dog nødvendigt med en mindre portion skyllevand, for at få skidtet til at løbe gennem afløbsrøret til lagertankene.

## Fordele
Fordele ved multtoiletter er følgende:
- Der kan spares store mængder vand, og rørføring til toiletskyl
- Der spares på spildevandsafgiften
- Multtoiletter kan etableres på steder uden vand og kloakering.

## Ulemper
Ulemper ved multtoiletter er følgende:
- Der kan være betydelige lugtgener.
- Tankene kræver tilsyn og tømning for ikke at blive overfyldte.

## Note
1. ↑  muldtoilet — Den Danske Ordbog
2. ↑  Miljøstyrelsen (juni 2018). "Spildevandsvejledningen til bekendtgørelse om spildevandstilladelser m.v. efter miljøbeskyttelseslovens kapitel 3 og 4", side 135. Adgang: https://www2.mst.dk/Udgiv/publikationer/2018/06/978-87-93710-38-2.pdf